# Excelsior Roubaix
Excelsior Athlétic Club de Roubaix – francuski klub piłkarski z siedzibą w Roubaix. 

## Historia
Excelsior Athlétic Club de Roubaix został założony 1928. Największe sukcesy klub osiągnął na początku lat 30., kiedy to zdobył Puchar Francji. W 1933 RC Roubaix wygrał 3-1 w finale z RC Roubaix.
W 1932 uzyskał status zawodowy i przystąpił do premierowego sezonu ligi francuskiej. We francuskiej ekstraklasie Roubaix występował przez 7 sezonów do 1939. W 1944 Excelsior Roubaix połączyło z lokalnymi rywalami RC Roubaix i US Tourcoing tworząc nowy klub CO Roubaix-Tourcoing. W 1963 CO Roubaix-Tourcoing stracił status zawodowy, a w 1970 został rozwiązany.
Excelsior Roubaix powrócił na mapę francuskich klubów i przystąpił do rozgrywek III ligi. W 1977 Excelsior, który występował wówczas w IV lidze i połączył ze Sporting Club de Roubaix tworząc Roubaix Football. Nowy klub awansował do III ligi w 1981, a w 1983 do Division 2. Pobyt w drugiej lidze trwał tylko sezon. W 1990 klub połączył się z Stade Roubaisien tworząc Stade Club Olympique de Roubaix.
Nowy klub w 1992 awansował do trzeciej ligi. Ten klub działał do chwili rozwiązania 7 grudnia 1995.
Na jego miejsce został utworzony nowy klub SCO Roubaix 59 w 1996. Obecnie SCO Roubaix 59 występuje w lokalnej lidze - Promotion Honneur Régionale Nord-Pas de Calais, która jest dziewiątą klasą rozgrywkową.

## Sukcesy
- Puchar Francji: 1933.
- 7 sezonów w Première Division: 1932-1939.

## Znani piłkarze w klubie
- Helenio Herrera
- Noël Lietaer
- Louis Gabrillargues

## Sezony wPremière Division
| Sezon   | Uzyskane Miejsce |
| ------- | ---------------- |
| 1932-33 | 6 w gr. A        |
| 1933-34 | 5                |
| 1934-35 | 8                |
| 1935-36 | 9                |
| 1936-37 | 8                |
| 1937-38 | 6                |
| 1938-39 | 13               |